# 舍爾什尼夫卡
49°55′47″N 33°0′27″E / 49.92972°N 33.00750°E
舍爾什尼夫卡（烏克蘭語：Шершнівка），是烏克蘭的村落，位於該國中部波爾塔瓦州，由盧布尼區負責管轄，處於蘇拉河左岸，分別距離埃爾基夫齊0.5公里和沃伊尼哈3公里，海拔高度88米，2001年人口602。